# Grotellaforma calora
Grotellaforma calora là một loài bướm đêm trong họ Noctuidae.